# 村野辰雄
村野 辰雄（むらの たつお、1907年（明治40年）5月18日 - 1992年（平成4年）12月16日）は、日本の実業家。三和銀行元頭取。

## 経歴・人物
奈良県御所市出身。1932年に東京帝国大学経済学部を卒業し、三和銀行の前身である山口銀行に入行。1952年5月に取締役、1957年10月に常務、1961年11月に専務を経て、1971年4月から1976年4月までに頭取を務め、銀行間のオンライン提携の推進とJCBの設立などにより、消費者金融により力を入れ、加州三和銀行の設立などで国際業務にも力を入れた。
その一方で、日本銀行参与、全国銀行協会副会長、日本経済団体連合会常任理事、大阪銀行協会会長なども歴任。ローマ字の普及にも力を入れたことでも知られる。1978年11月に勲二等旭日重光章を受章した。
1992年12月16日、急性肺炎により東京都渋谷区の病院で死去。85歳没。

## 関連書籍
- 村野辰雄追想録刊行委員会、三和総合研究所編『村野辰雄追想録』三和銀行、1993年12月。
- 興信データ株式會社『人事興信録 第36版 下』興信データ、1991年。